# Ivan Prelec
Ivan Prelec (Zagabria, 24 luglio 1987) è un allenatore di calcio ed ex calciatore croato, tecnico del Vejle.

## Palmarès

### Allenatore

#### Competizioni nazionali
- 1. Division: 1

Vejle: 2022-2023